# Christophorus 11
Christophorus 11 ist die Bezeichnung für den Standort eines Notarzthubschraubers des Christophorus Flugrettungsvereins unter dem Dach des Österreichischen Automobil-, Motorrad- und Touring Clubs. Der Notarzthubschrauber ist auf einem eigenen Grundstück auf dem Gelände des Flughafens Klagenfurt in Klagenfurt am Wörthersee stationiert.
Die Flugeinsatzstelle Klagenfurt des Bundesministeriums für Inneres am Flughafen Klagenfurt besteht seit 1959. Ab 1984 war dort der von dem Bundesministerium betriebene Notarzthubschrauber Martin 5 stationiert. Dieser wurde am 1. Juli 2001 durch den Christophorus 11 abgelöst. Ende 2012 wurde für den Hubschrauber ein neuer Heliport gebaut.
Die Einsatzbereitschaft des Hubschraubers beginnt täglich um 6 Uhr und endet mit der bürgerlichen Abenddämmerung. Der Christophorus 11 wird zu etwa 1000 bis 1300 Einsätzen im Jahr gerufen, die Alarmierung erfolgt durch die Landesleitstelle Kärnten.
Die eingesetzte Maschine des Typs H135 wird aus dem Flottenpool des Christophorus Flugrettungsvereins gestellt und wird je nach Wartungsbedarf regelmäßig durch eine andere baugleiche Maschine ersetzt.
2024 war die Besatzung von Christophorus 11 an der Bergung des bei einem Alpinunfall ums Leben gekommenen Draken-Piloten Oberst Doro Kowatsch beteiligt. Der passionierte Bergsteiger war in der Vellacher Kotschna im Bezirk Völkermarkt bei einer Tour abgestürzt. Der Notarzt von Christophorus 11 konnte nur mehr den Tod des Wanderers feststellen.